# Evergestis marionalis
Evergestis marionalis là một loài bướm đêm trong họ Crambidae.